# Vărăști
Vărăști è un comune della Romania di 5 848 abitanti, ubicato nel distretto di Giurgiu, nella regione storica della Muntenia.
Il comune è formato dall'unione di 2 villaggi: Dobreni e Vărăști.